# Berglern
Berglern település Németországban, azon belül Bajorországban. Lakosainak száma 3068 fő (2023. december 31.).

## Népesség
A település népessége az elmúlt időszakban az alábbi módon változott:
| Lakosok száma | 726  | 1069 | 1007 | 2562 | 2672 | 2717 | 2815 | 2951 | 2968 | 3068 |
|               | 1875 | 1950 | 1970 | 2011 | 2013 | 2014 | 2016 | 2019 | 2021 | 2023 |